# Lietuvos krepšinio lyga 2017-2018
La Lietuvos krepšinio lyga 2017-2018 è stata la 25ª edizione del massimo campionato lituano di pallacanestro maschile.

## Regular season
|     | Squadra                | G  | V  | P  | PF   | PS   | Diff. | %    | Qualificazione |
| --- | ---------------------- | -- | -- | -- | ---- | ---- | ----- | ---- | -------------- |
| 1.  | Žalgiris Kaunas        | 36 | 32 | 4  | 3014 | 2451 | +563  | .889 | playoffs       |
| 2.  | Lietuvos rytas Vilnius | 36 | 30 | 6  | 3162 | 2704 | +458  | .833 | playoffs       |
| 3.  | Neptūnas Klaipėda      | 36 | 25 | 11 | 3011 | 2838 | +173  | .694 | playoffs       |
| 4.  | Lietkabelis            | 36 | 20 | 16 | 3013 | 2978 | +35   | .556 | playoffs       |
| 5.  | Šiauliai               | 36 | 16 | 20 | 2886 | 2941 | -55   | .444 | playoffs       |
| 6.  | Pieno žvaigždės        | 36 | 14 | 22 | 2894 | 3140 | -246  | .389 | playoffs       |
| 7.  | Juventus Utena         | 36 | 13 | 23 | 2918 | 3029 | -111  | .361 | playoffs       |
| 8.  | Nevėžis Kėdainiai      | 36 | 12 | 24 | 2805 | 2993 | -188  | .333 | playoffs       |
| 9.  | Dzūkija Alytus         | 36 | 10 | 26 | 2721 | 3030 | -309  | .278 |                |
| 10. | Vytautas Prienai       | 36 | 8  | 28 | 2805 | 3125 | -320  | .222 |                |

## Playoff

### Tabellone
|  | Quarti di finale     | Quarti di finale     |                    |                | Semifinali                | Semifinali                |  |  | Finale | Finale |
|  |                      |                      |                    |                |                           |                           |  |  |        |        |
|  |                      |                      |                    |                |                           |                           |  |  |        |        |
|  |                      |                      |                    |                |                           |                           |  |  |        |        |
|  | 1. Žalgiris Kaunas   | 3                    |                    |                |                           |                           |  |  |        |        |
|  | 1. Žalgiris Kaunas   | 3                    |                    |                |                           |                           |  |  |        |        |
|  | 8. Nevėžis           | 0                    |                    |                |                           |                           |  |  |        |        |
|  | 8. Nevėžis           | 0                    | 1. Žalgiris Kaunas | 3              |                           |                           |  |  |        |        |
|  |                      |                      | 1. Žalgiris Kaunas | 3              |                           |                           |  |  |        |        |
|  |                      | 4. Lietkabelis       | 0                  |                |                           |                           |  |  |        |        |
|  | 4. Lietkabelis       | 4. Lietkabelis       | 0                  | 3              |                           |                           |  |  |        |        |
|  | 4. Lietkabelis       |                      |                    | 3              |                           |                           |  |  |        |        |
|  | 5. Šiauliai          | 1                    |                    |                |                           |                           |  |  |        |        |
|  | 5. Šiauliai          | 1                    | 1. Žalgiris Kaunas | 4              |                           |                           |  |  |        |        |
|  |                      |                      | 1. Žalgiris Kaunas | 4              |                           |                           |  |  |        |        |
|  |                      | 2. Lietuvos rytas    | 1                  |                |                           |                           |  |  |        |        |
|  | 2. Lietuvos rytas    | 2. Lietuvos rytas    | 1                  | 3              |                           |                           |  |  |        |        |
|  | 2. Lietuvos rytas    |                      |                    | 3              |                           |                           |  |  |        |        |
|  | 7. Juventus Utena    | 0                    |                    |                |                           |                           |  |  |        |        |
|  | 7. Juventus Utena    | 0                    | 2. Lietuvos rytas  | 3              | Finale per il terzo posto | Finale per il terzo posto |  |  |        |        |
|  |                      |                      | 2. Lietuvos rytas  | 3              | Finale per il terzo posto | Finale per il terzo posto |  |  |        |        |
|  |                      | 3. Neptūnas Klaipėda | 2                  |                |                           |                           |  |  |        |        |
|  | 3. Neptūnas Klaipėda | 3. Neptūnas Klaipėda | 2                  | 3              | 3. Neptūnas Klaipėda      | 3                         |  |  |        |        |
|  | 3. Neptūnas Klaipėda |                      |                    | 3              | 3. Neptūnas Klaipėda      | 3                         |  |  |        |        |
|  | 6. Pieno žvaigždės   | 1                    |                    | 4. Lietkabelis | 1                         |                           |  |  |        |        |
|  | 6. Pieno žvaigždės   | 1                    |                    |                | 1                         |                           |  |  |        |        |
|  |                      |                      |                    |                |                           |                           |  |  |        |        |
|  |                      |                      |                    |                |                           |                           |  |  |        |        |

| Lietuvos krepšinio lyga 2017-2018 |
| --------------------------------- |
| Žalgiris Kaunas 20º titolo        |

## Squadra vincitrice
| Žalgiris Kaunas 2017-18 | Žalgiris Kaunas 2017-18 |
| Giocatori               | Staff tecnico           |
| ----------------------- | ----------------------- |

| N. | Naz.                                         | Ruolo | Nome                 | Anno | Alt.   | Peso   |  |
| -- | -------------------------------------------- | ----- | -------------------- | ---- | ------ | ------ |  |
| 0  | Stati Uniti (bandiera)                       | C     | Brandon Davies       | 1991 | 208 cm | 109 kg |  |
| 1  | Stati Uniti (bandiera) · Bulgaria (bandiera) | P     | Dee Bost             | 1989 | 188 cm | 80 kg  |  |
| 3  | Canada (bandiera) · Slovenia (bandiera)      | G     | Kevin Pangos         | 1993 | 186 cm | 82 kg  |  |
| 6  | Francia (bandiera)                           | AP    | Axel Toupane         | 1992 | 201 cm | 101 kg |  |
| 9  | Slovenia (bandiera)                          | P     | Beno Udrih           | 1982 | 191 cm | 93 kg  |  |
| 13 | Lituania (bandiera)                          | AG    | Paulius Jankūnas (C) | 1984 | 205 cm | 107 kg |  |
| 19 | Lituania (bandiera)                          | C     | Martynas Sajus       | 1996 | 208 cm | 110 kg |  |
| 20 | Lituania (bandiera)                          | AG    | Gytis Masiulis       | 1998 | 206 cm | 99 kg  |  |
| 21 | Lituania (bandiera)                          | G     | Artūras Milaknis     | 1986 | 195 cm | 90 kg  |  |
| 22 | Serbia (bandiera)                            | P     | Vasilije Micić       | 1994 | 196 cm | 92 kg  |  |
| 24 | Lituania (bandiera)                          | GA    | Martynas Arlauskas   | 2000 | 201 cm | 93 kg  |  |
| 30 | Stati Uniti (bandiera)                       | AG    | Aaron White          | 1992 | 206 cm | 104 kg |  |
| 31 | Lituania (bandiera)                          | P     | Rokas Jokubaitis     | 2000 | 193 cm | 84 kg  |  |
| 44 | Lituania (bandiera)                          | C     | Antanas Kavaliauskas | 1984 | 208 cm | 113 kg |  |
| 66 | Lituania (bandiera)                          | PG    | Paulius Valinskas    | 1995 | 191 cm | 85 kg  |  |
| 92 | Lituania (bandiera)                          | AP    | Edgaras Ulanovas     | 1992 | 199 cm | 94 kg  |  |

| Allenatore |
| - Šarūnas Jasikevičius                                                                                               |
| Assistente/i |
| - Evaldas Beržininkaitis - Darius Maskoliūnas - Darius Songaila Legenda - (C) Capitano - (IN) Inattivo - Infortunato |

## Premi e riconoscimenti
- LKL MVP finali:

## Squadre lituane nelle competizioni europee
| Squadra                | Competizione     | Andamento               |
| ---------------------- | ---------------- | ----------------------- |
| Žalgiris Kaunas        | Euroleague       | Terzo posto             |
| Lietuvos rytas Vilnius | Eurocup          | Top 16                  |
| Lietkabelis            | Eurocup          | Stagione regolare       |
| Neptūnas Klaipėda      | Champions League | Ottavi di finale        |
| Juventus Utena         | Champions League | Stagione regolare       |
| Vytautas Prienai       | Champions League | Primo turno preliminare |
| Nevėžis Kėdainiai      | FIBA Europe Cup  | Secondo turno           |